# Emerson Hyndman
Emerson Schellas Hyndman (Dallas, 9 de abril de 1996) é um futebolista estadunidense que atua como meia. Atualmente joga pelo Memphis 901.

## Clubes

### Fulham
Emerson ingressou na academia do Fulham aos 15 anos, em 2011. Em 9 de agosto de 2014, fez seu primeiro jogo profissional num jogo da Championship contra o Ipswich Town, jogando os 90 minutos da derrota por 2 a 1.

## Seleção nacional
Emerson representou os Estados Unidos no escalão sub-17 em 2012. Teve sua primeira convocação em agosto de 2014 após três jogos pela equipe principal do Fulham.
Em 28 de agosto de 2014, foi convocado para a seleção principal ao jogo contra a República Tcheca em 3 de setembro. Fez sua estreia nessa partida, como substituto aos 22' do segundo tempo.
Em maio de 2015, foi o capitão da seleção na Copa do Mundo FIFA Sub-20 na Nova Zelândia. Em sua primeira partida na competição, marcou o gol da vitória contra o Myanmar por 2 a 1.

## Vida pessoal
Hyndman é neto do antigo treinador do FC Dallas, Schellas Hyndman. Possui nacionalidade portuguesa por seu histórico familiar.